# Arran Gulliver
Arran Gulliver, född 3 juli 1997 i Birmingham, är en brittisk bobåkare.

## Karriär
Vid EM 2025 i Lillehammer tog Gulliver brons tillsammans med Brad Hall, Taylor Lawrence och Leon Greenwood i fyrmannabob.